# Cascadecomplex
Het Cascadecomplex is een multifunctioneel complex in de Nederlandse stad Groningen, even ten westen van het Groninger hoofdstation. Het U-vormige complex werd ontworpen door een drietal architecten; de zijde langs het Emmaviaduct is een ontwerp van Ben Loerakker, de zijde langs het spoor van Pi de Bruijn van De Architekten Cie. en de zijde langs het Noord-Willemskanaal van Hylko van der Woude van Bonnema Architecten.
In 1994 werd begonnen met de bouw van het complex, dat ruimte biedt voor wonen, werken en parkeren. Het eerste deel, langs viaduct en spoor, was gereed in 1997, het deel langs het kanaal eind 2000. Het complex dankt zijn naam aan het terrein tussen de kantoren, dat aflopend is aangelegd zoals bij een waterval waarbij het water trapsgewijs van de rotsen valt. Onder de gebouwen is een parkeergarage aangelegd. Op kantoorniveau heeft de bestrating verscheidene kleuren gekregen, die de sfeer van een Italiaans plein rond de waterval moeten benadrukken.
In het Cascadecomplex zijn onder meer verschillende Rijksdiensten, de Groninger Archieven en de Sociale Verzekeringsbank, gevestigd. Behalve dat er kantoren zijn gebouwd, staat aan het begin van het complex ook een woontoren, De Regentes. Naast de toren werd in 2004 het acht meter hoge kunstwerk Ultra van Silvia B. geplaatst. Aan de oostkant van het complex zijn 22 bronzen mensfiguren van Henk Visch te vinden.

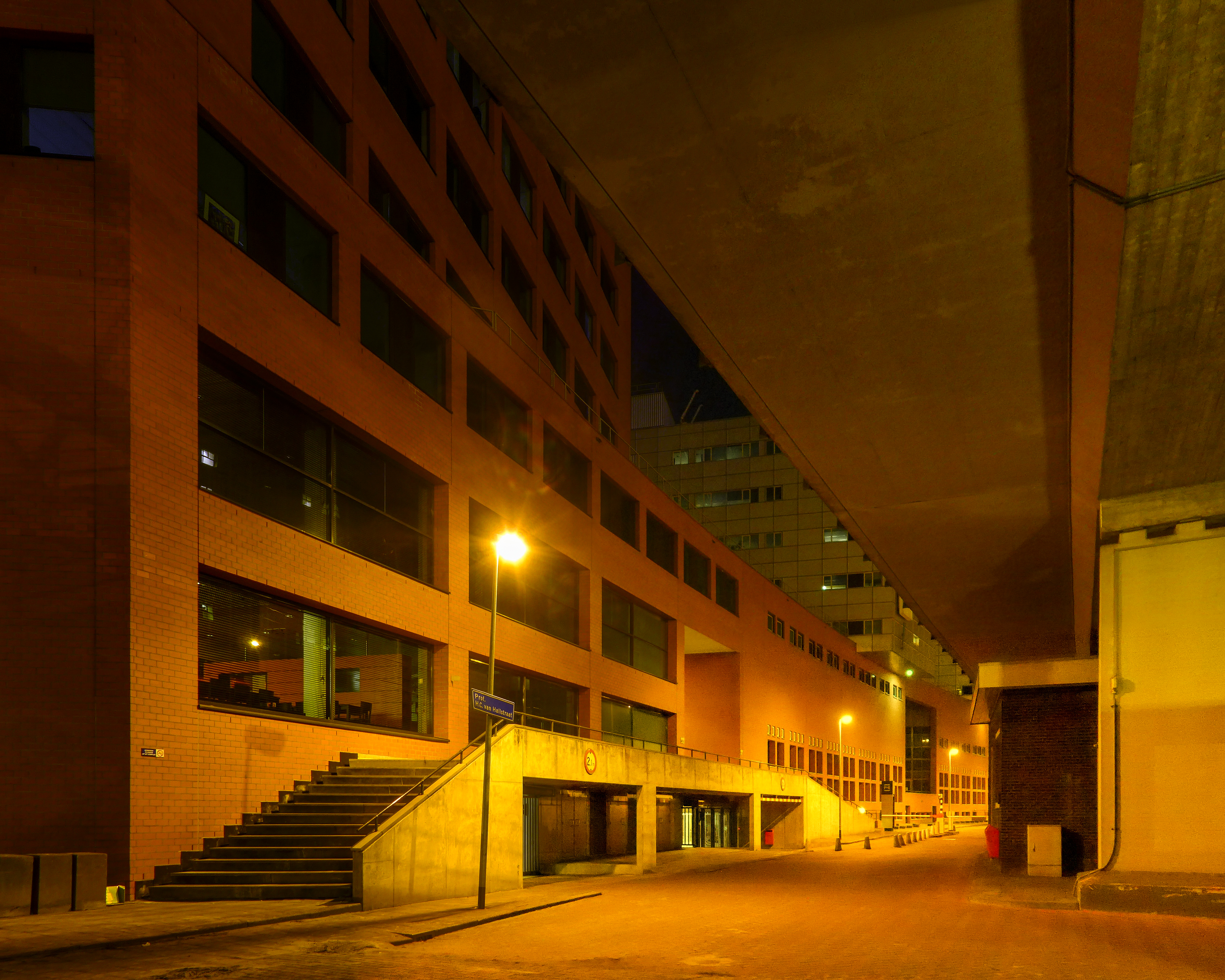
De zuidoostzijde van het Cascadecomplex in 2014 bij avond
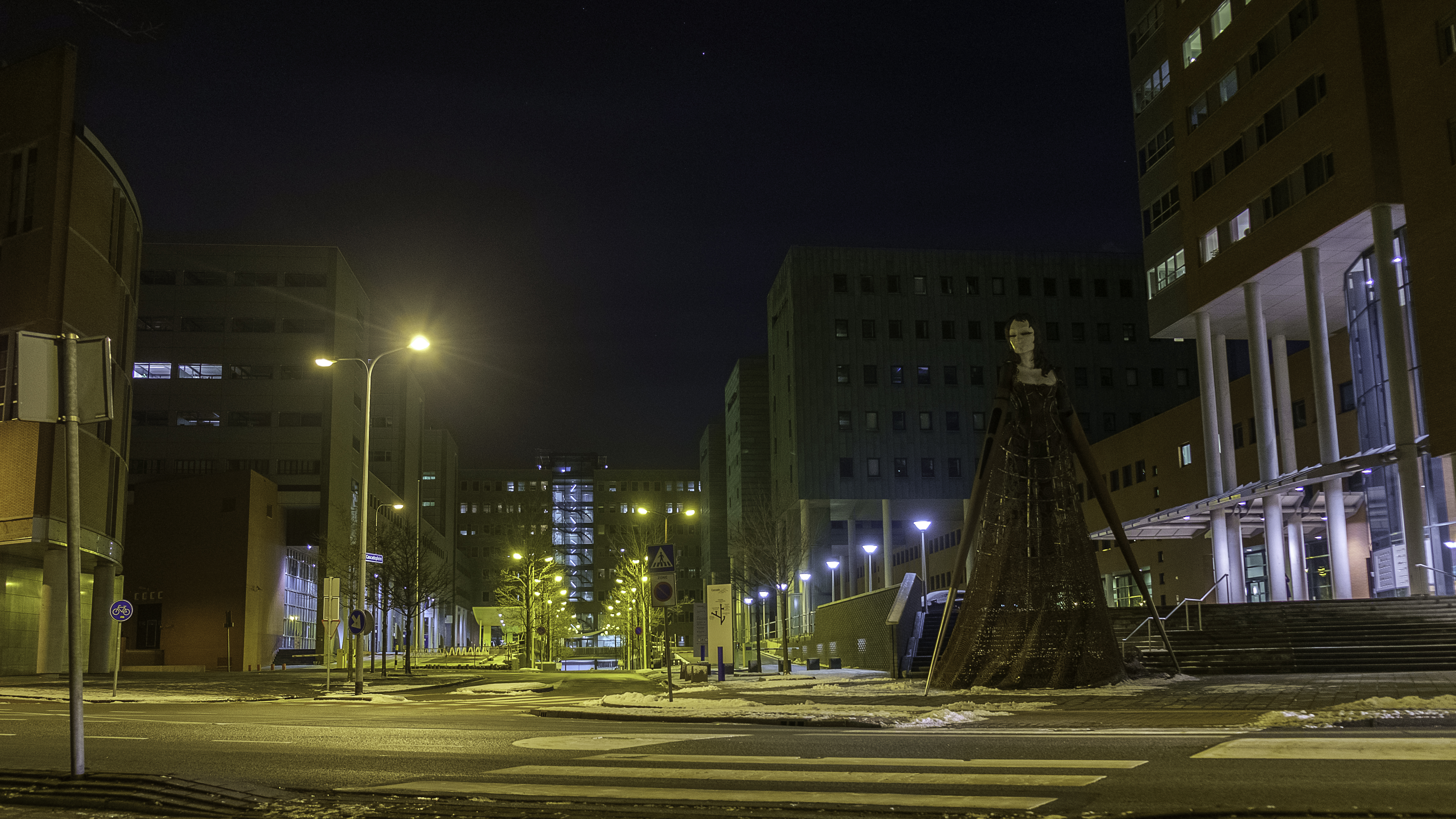
De toegang tot het Cascadecomplex in 2016 bij avond, met rechts de sculptuur Ultra